# Мороз Олександр Володимирович
Олександр Володимирович Мороз (нар. 11 серпня 1950, місто Полонне, тепер Хмельницької області) — український діяч, правознавець, слідчий прокуратури. Народний депутат України 1-го скликання.

## Біографія
Народився у родині вчителя.
У 1967—1969 роках — робітник, накатник паперової машини Славутської паперової фабрики Хмельницької області.
У 1969—1971 роках — служба в Радянській армії.
У 1971—1973 роках — вчитель виробничого навчання Славутської середньої школи № 1 Хмельницької області.
У 1973—1977 роках — студент Харківського юридичного інституту імені Дзержинського.
У 1977—1978 роках — стажист, слідчий прокуратури Біляївського району Одеської області. У 1978—1979 роках — слідчий прокуратури Центрального району міста Миколаєва. У 1979—1983 роках — старший слідчий прокуратури Ленінського району міста Миколаєва, старший слідчий прокуратури міста Миколаєва.
Член КПРС з 1982 по 1991 рік.
У 1983—1984 роках — старший слідчий Миколаївської обласної прокуратури.
У 1984—1988 роках — слідчий у слідчій групі прокуратури СРСР під керівництвом Т. Х. Гдляна та М. В. Іванова в Узбецькій РСР.
У 1988—1989 роках — прокурор-криміналіст Миколаївської обласної прокуратури.
З 1989 року — начальник юридичного бюро Миколаївського заводу «Кристал».
18.03.1990 обраний Народним депутатом України, 2-й тур 61.93 % голосів, 10 претендентів. Входив до групи «Злагода-Центр». Заступник Голови Комісії ВР України з питань правопорядку та боротьби із злочинністю.
У 1994—1996 роках — начальник юридичної служби Українського промислово-інвестиційного концерну.
З 1996 року — керівник юридичної служби Української зовнішньоекономічної фірми «Біомед».
Одружений, двоє дітей.